# Athletic Club 2016-2017
Questa voce raccoglie le informazioni riguardanti l'Athletic Club nelle competizioni ufficiali della stagione 2016-2017.

## Stagione
In campionato, la squadra basca ha chiuso al settimo posto con 63 punti, frutto di 19 vittorie, 6 pareggi e 13 sconfitte. Con questo piazzamento ha ottenuto la qualificazione al terzo turno dell'Europa League 2017-2018.
In Europa League la squadra, inserita nel gruppo F assieme ai belgi del Genk, agli austriaci del Rapid Vienna e agli italiani del Sassuolo, è riuscita a passare il turno come seconda del girone dietro al Genk. Nei trentaduesimi di finale, tuttavia, la squadra è stata eliminata dal torneo per mano dei ciprioti dell'APOEL: all'andata a Bilbao ha ottenuto una vittoria 3-2, mentre al ritorno disputato a Nicosia il club è stato sconfitto 2-0.
In Coppa del Re l'Athletic Bilbao ha eliminato ai sedicesimi di finale il Racing Santander, mentre al turno successivo, cioè agli ottavi di finale, è stato eliminato dal Barcellona, che ha vinto 3-1 al ritorno dopo essere stato sconfitto 2-1 nella gara di andata a Bilbao.

## Divise e sponsor
Ecco le maglie usate dall'Athletic Bilbao nella stagione 2016-2017.
|  | Casa | Trasferta |

## Rosa
| N. |                    | Ruolo | Calciatore                     |
| -- | ------------------ | ----- | ------------------------------ |
| 1  | Spagna (bandiera)  | P     | Gorka Iraizoz (capitano)       |
| 2  | Spagna (bandiera)  | D     | Eneko Bóveda                   |
| 3  | Spagna (bandiera)  | C     | Gorka Elustondo                |
| 4  | Francia (bandiera) | D     | Aymeric Laporte                |
| 5  | Spagna (bandiera)  | C     | Javier Eraso                   |
| 6  | Spagna (bandiera)  | D     | Mikel San José                 |
| 7  | Spagna (bandiera)  | C     | Beñat Etxebarria               |
| 8  | Spagna (bandiera)  | C     | Ander Iturraspe                |
| 10 | Spagna (bandiera)  | A     | Iker Muniain                   |
| 11 | Spagna (bandiera)  | A     | Iñaki Williams                 |
| 12 | Spagna (bandiera)  | C     | Mikel Vesga                    |
| 13 | Spagna (bandiera)  | P     | Iago Herrerín                  |
| 14 | Spagna (bandiera)  | C     | Markel Susaeta (vice capitano) |
| 15 | Spagna (bandiera)  | D     | Iñigo Lekue                    |

| N. |                   | Ruolo | Calciatore\|      |
| -- | ----------------- | ----- | ----------------- |
| 16 | Spagna (bandiera) | D     | Xabier Etxeita    |
| 17 | Spagna (bandiera) | C     | Mikel Rico        |
| 18 | Spagna (bandiera) | C     | Óscar de Marcos   |
| 19 | Spagna (bandiera) | A     | Sabin Merino      |
| 20 | Spagna (bandiera) | A     | Aritz Aduriz      |
| 21 | Spagna (bandiera) | A     | Borja Viguera     |
| 22 | Spagna (bandiera) | C     | Raúl García       |
| 24 | Spagna (bandiera) | D     | Mikel Balenziaga  |
| 25 | Spagna (bandiera) | D     | Enric Saborit     |
| 26 | Spagna (bandiera) | P     | Kepa Arrizabalaga |
| 27 | Spagna (bandiera) | D     | Yeray Álvarez     |
| 28 | Spagna (bandiera) | A     | Asier Villalibre  |

## Risultati

### Europa League

#### Fase a gironi
| Arbitro: | Paweł Raczkowski |

|                                    |           |  |
| Lirola 60’ Defrel 75’ Politano 82’ | Marcatori |  |

| Arbitro: | Tony Chapron |

|           |           |  |
| Beñat 59’ | Marcatori |  |

| Arbitro: | Stefan Johannesson |

|                      |           |  |
| Brabec 40’ Ndidi 83’ | Marcatori |  |

| Arbitro: | Martin Atkinson |

|                                 |           |                                |
| Aduriz 8’, 24’, 44’, 74’, 90+4’ | Marcatori | 28’ Bailey 51’ Ndidi 79’ Sušić |

| Arbitro: | Viktor Kassai |

|                                      |           |                                 |
| Raúl García 10’ Aduriz 58’ Lekue 79’ | Marcatori | 2’ (aut.) Balenziaga 83’ Ragusa |

| Arbitro: | Serdar Gözübüyük |

|               |           |             |
| Joelinton 72’ | Marcatori | 84’ Saborit |

#### Fase a eliminazione diretta
| Arbitro: | Jonas Eriksson |

|                                                 |           |                           |
| Merkīs 38’ (aut.) Aritz Aduriz 61’ Williams 72’ | Marcatori | 36’ Efraim 89’ Gianniōtas |

| Arbitro: | Vladislav Bezborodov |

|                                    |           |  |
| Sōtīriou 46’ Gianniōtas 54’ (rig.) | Marcatori |  |